# Daniel Mueggenborg
Daniel Henry Mueggenborg (ur. 15 kwietnia 1962 w Okarche, Oklahoma) – amerykański duchowny katolicki, biskup pomocniczy Seattle w latach 2017–2021, biskup diecezjalny Reno od 2021.

## Życiorys
Święcenia kapłańskie otrzymał w dniu 14 lipca 1989 i został inkardynowany do diecezji Tulsa. Pracował głównie jako duszpasterz parafialny, był też m.in. kapelanem miejscowych wyższych szkół oraz  dyrektorem kurialnego wydziału ds. synodu diecezjalnego. W latach 2005–2011 pracował w Papieskim Kolegium Północnoamerykańskim w Rzymie - początkowo odpowiadając za formację studentów, a później jako wicerektor ds. administracyjnych.
6 kwietnia 2017 papież Franciszek mianował go biskupem pomocniczym Seattle ze stolicą tytularną Tullia. Sakry udzielił mu 31 maja 2017 arcybiskup Peter Sartain.
20 lipca 2021 papież Franciszek mianował go biskupem diecezjalnym Reno w Nevadzie. 